# Ecofeminismo
Ecofeminismo descreve movimentos e filosofias que ligam o feminismo com a ecologia que começaram a se difundir a partir dos anos 1970. O ecofeminismo propõe um diálogo crítico ao modelo capitalista de desenvolvimento econômico e a busca por alternativas ao extrativismo, contrapondo a ação desvalorizadora que o patriarcado impõe sobre o meio ambiente e as mulheres, ao mesmo tempo em que critica o paradigma do progresso presente no socialismo real e as dicotomias internas dos partidos comunistas. O termo é acreditado ter sido inventado pela escritora francesa Françoise d'Eaubonne em seu livro Le feminisme ou la Mort (1974).
Vandana Shiva afirma que as mulheres têm uma conexão especial com o meio ambiente através de suas interações diárias e esta ligação tem sido ignorada. Ela diz que as mulheres em economias de subsistência que produzem "a riqueza em parceria com a natureza, tem sido especialistas em seu próprio direito sobre o conhecimento holístico e ecológico dos processos da natureza." No entanto, ela afirmar que "estes modos alternativos de saber, que são orientados para os benefícios sociais e necessidades de sustento não são reconhecidos pelo paradigma reducionista capitalista, porque ele não consegue perceber a interdependência da natureza, ou a conexão da vida das mulheres, o trabalho e conhecimento com a criação de riqueza."

## História

### Final do século XX e início do século XXI
O termo ecofeminismo foi cunhado na década de 1970. As mulheres participaram nos movimentos ambientais, especificamente na preservação e conservação, muito mais cedo do que isso. A partir do final do século XX, as mulheres trabalharam em esforços para proteger a vida selvagem, o alimento, o ar e a água. Susan A. Mann, uma eco-feminista e professora de teoria sociológica e feminista, considera os papéis que as mulheres desempenharam nestes ativistas como o motor de arranque para o ecofeminismo em séculos posteriores. Mann associa o início do ecofeminismo não com feministas, mas com mulheres de diferentes origens raciais e de classes que fizeram conexões entre as questões ambientais, de gênero, raça e classe. Este ideal é mantido através da noção de que em ativismos e círculos de teoria os grupos marginalizados devem ser incluídos na discussão. Em movimentos ambientais e mulheres anteriores, os problemas de diferentes raças e classes foram muitas vezes separados.

## Ecofeminismo no Brasil
O nome ecofeminismo é um termo recente na história para uma conexão e uma sabedoria antiga. No Brasil, algumas pesquisadoras tem levantado debates sobre a temática de forma a demonstrar as especificidades partidas do Sul Global, memorando experiências de mulheres rurais, indígenas e de comunidades tradicionais. Ivone Gebara é teóloga mundialmente respeitada e com pensamento autoral sobre Ecofeminismo. Os estudos de Ivone se relacionam em alguns pontos com o da estadunidense Mary Daly, outra ecofeminista com base teológica. Daniela Rosendo é um dos nomes de defesa do feminismo animalista no Brasil, abordando o assunto de forma inovadora embasada especialmente em Karen Warren. Neusa Schnorrenberger escreve sobre a situação de mulheres do campo e direito com um pensamento de vanguarda, muito bem atrelado ao assunto de políticas públicas. Vanessa Lemgruber sistematiza o pensamento ecofeminista enquanto mais uma possibilidade pluriversal em suas interfaces com diversos saberes, partindo desde conceitos da Era do Antropoceno e da Hipótese de Gaia, permeia o movimento feminista como um todo e indica práticas e comunidades ecofeministas pelo mundo, bem como normas, leis e constituições de forma nunca antes tratada. Tânia Kuhnen, por sua vez, escreve sobre ética e filosofia, defendendo o cuidado como parâmetro universalizável para a moral.

## Críticas
A ecologista social e feminista Janet Biehl criticou o ecofeminismo por se concentrar demais em uma conexão mística entre as mulheres e a natureza e não o suficiente sobre as condições reais das mulheres. Rosemary Radford Ruether junta-se a Janet Biehl em criticar esse foco no misticismo sobre o trabalho que se concentra em ajudar as mulheres, mas argumenta que a espiritualidade e ativismo podem ser combinados de forma eficaz no ecofeminismo.

## Leituras adicionais
- Karen J. Warren (2003). Filosofías ecofeministas. Icaria Editorial. ISBN 978-84-7426-683-2.
- Marlene Neves Strey; Sonia T. Lisboa Cabeda; Denise Rodrigues Prehn (2004). Gênero e cultura: questões contemporâneas. EDIPUCRS. pp. 273–. ISBN 978-85-7430-442-7.
- Barbara Holland-Cunz (1996). Ecofeminismos. Universitat de València. ISBN 978-84-376-1432-8. (em castelhano)
- Carmen Velayos Castelo (2007). Feminismo Ecológico. Estudios multidisciplinares de género. Universidad de Salamanca. pp. 134–. ISBN 978-84-7800-383-9. (em castelhano)
- Ecofeminismo e comunidade sustentável - Flores, Bárbara Nascimento; Trevizan, Salvador Dal Pozzo.
- Vanessa Lemgruber (2020). GUIA ECOFEMINISTA - mulheres, direito, ecologia . Ape'Ku Editora. ASIN B08C1FNZ55  ISBN: 978-65-86657-15-9